# Индекс автомобильных номеров Бельгии

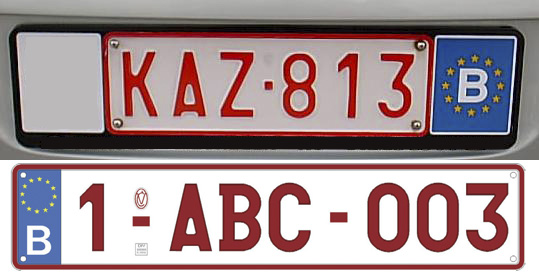
Внешний вид государственного регистрационного номерного знака Бельгии

Регистрационные номерные знаки Бельгии (нидерл. Belgisch kenteken) используются для регистрации безрельсовых транспортных средств.
У бельгийских номерных знаков имеется существенное отличие от номерных знаков в других странах даже при покупке новой машины  старый номерной знак сохраняется.
Передний номерной знак может быть идентичен заднему или похож на европейский номерной знак с изображением голубого флага ЕС. Задний номерной знак крепится поверх другой таблички, на которой изображена буква «В» и обычно логотип производителя автомобиля.

## Стандартные номерные знаки

### Цвет и размеры
Номерной знак представляет собой красные цифры и буквы на белом фоне. Размер стандартного бельгийского номерного знака — 325 х 105 мм, то есть меньше, чем в большинстве европейских стран. Однако в последнее время все большую популярность завоевывают нестандартные для Бельгии размеры европейских номерных знаков, которые увеличиваются, в частности, за счет дополнительной информации на них, например, изображения флага Европейского союза.
Бельгийские номерные знаки в основном состоят из комбинации трех букв с тремя цифрами, например «ААА 111». Однако следует помнить, что достаточно часто встречаются «старые» номерные знаки (оставшиеся после системы 1951—1973 годов), представляющие собой различные комбинации одной буквы и четырёх цифр или же двух букв и трех цифр. С 25 июня 2008 года используется новая структура номерного знака — цифра - три буквы - три цифры.
Иногда первые буквы номерного знака имеют следующее обозначение:
- CD — дипломатический номерной знак
- M или W используется в номерных знаках мотоциклов
- TX — такси
- U или Q — жилой прицеп

## История
- 1899—1911: первые номерные знаки представляют собой черные буквы на белом фоне.
- 1911—1919: белые цифры на чёрном фоне. Обозначение штата указывается только на заднем номерном знаке.
- 1919—1925: белые цифры на синем фоне.
- 1925—1928: белая надпись — одна буква и три цифры после неё.
- 1928—1951: красные цифры на белом фоне.